# Taylor Dent
Taylor Dent (* 24. dubna 1981 v Newport Beach, Kalifornie, USA) je bývalý americký profesionální tenista.
V Během své kariéry vyhrál 4 turnaje ATP World Tour ve dvouhře, tři další finálové účasti v zisk titulu proměnit nedokázal. Šlo o hráče, který se prezentoval stylem servis-volej. Jeho servis patřil k nejtvrdším na okruhu.
V roce 2006 byl kvůli problémům se zády nucen přerušit na rok a půl aktivní kariéru. Přesto, že musel podstoupit několik operací, se k profesionálnímu tenisu v roce 2008 vrátil. Od té doby pracoval na zlepšení hry od základní čáry, aby ulehčil svým zádům. Nicméně nebyl se svou výkonností spokojen, a proto v roce 2010 ukončil aktivní kariéru.

## Finálové účasti na turnajích ATP World Tour (8)

### Dvouhra - výhry (4)
| Legenda                                                       |
| ATP International Series Gold / ATP World Tour 500 Series (1) |
| ATP International Series / ATP World Tour 250 Series (3)      |

| Č. | Datum             | Turnaj           | Povrch  | Soupeř ve finále    | Výsledek      |
| 1. | 14. červenec 2002 | Newport, USA     | tráva   | James Blake         | 6-1, 4-6, 6-4 |
| 2. | 23. únor 2003     | Memphis, USA     | tvrdý   | Andy Roddick        | 6-1, 6-4      |
| 3. | 28. září 2003     | Bangkok, Thajsko | tvrdý   | Juan Carlos Ferrero | 6-3, 7-6(5)   |
| 4. | 5. říjen 2003     | Moskva, Rusko    | koberec | Sargis Sargsian     | 7-6(5), 6-4   |

### Dvouhra - prohry (3)
| Legenda                                                       |
| ATP International Series Gold / ATP World Tour 500 Series (1) |
| ATP International Series / ATP World Tour 250 Series (2)      |

| Č. | Datum             | Turnaj              | Povrch | Vítěz             | Výsledek             |
| 1. | 10. říjen 2004    | Tokio, Japonsko     | tvrdý  | Jiří Novák        | 5-7, 6-1, 6-3        |
| 2. | 9. leden 2005     | Adelaide, Austrálie | tvrdý  | Joachim Johansson | 7-5, 6-3             |
| 3. | 24. červenec 2005 | Indianapolis, USA   | tvrdý  | Robby Ginepri     | 4-6, 6-0, 3-0, skreč |

### Čtyřhra - prohry (1)
| Legenda                                                  |
| ATP International Series / ATP World Tour 250 Series (1) |

| Č. | Datum         | Turnaj       | Povrch | Partner             | Vítězové                        | Výsledek         |
| 1. | 19. září 2004 | Peking, Čína | tvrdý  | Alex Bogomolov, Jr. | Justin Gimelstob Graydon Oliver | 4-6, 6-4, 7-6(6) |

## Davisův pohár
Taylor Dent se zúčastnil 1 zápasu v Davisově poháru za tým USA s bilancí 0-1 ve dvouhře.

## Postavení na žebříčku ATP na konci sezóny

### Dvouhra
| Rok    | 1998 | 1999   | 2000   | 2001   | 2002  | 2003  | 2004  | 2005  | 2006   | 2007 | 2008   | 2009  |
| Pořadí | 419. | ▲ 302. | ▲ 179. | ▲ 116. | ▲ 57. | ▲ 33. | ▲ 32. | ▲ 29. | ▼ 573. | ▼ x  | ▲ 879. | ▲ 76. |

### Čtyřhra
| Rok    | 1998 | 1999   | 2000   | 2001   | 2002   | 2003   | 2004   | 2005   | 2006   |
| Pořadí | 907. | ▼ 985. | ▲ 224. | ▲ 217. | ▼ 840. | ▲ 726. | ▲ 277. | ▼ 322. | ▼ 647. |